# Tempel der Bellona

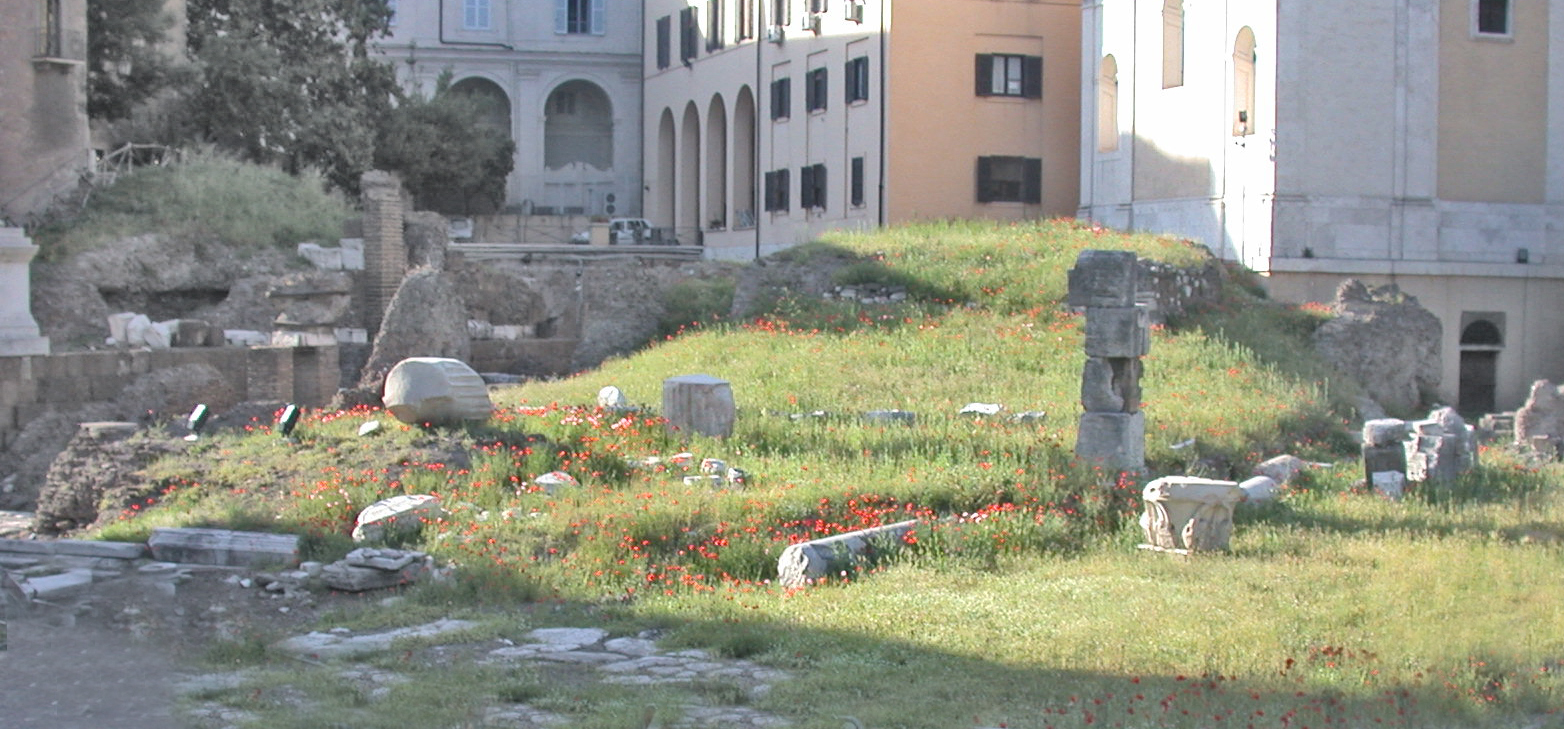
Podium des Tempels der Bellona

Der Tempel der Bellona (lateinisch aedes oder templum Bellonae) war das Hauptheiligtum der römischen Kriegsgöttin Bellona auf dem Marsfeld in Rom.
Bellona war die Göttin des Kriegsrausches und der Ekstase in der Schlacht und wurde an verschiedenen Orten in Rom verehrt. Ihr wichtigster Tempel wurde 296 v. Chr. von Appius Claudius Caecus während seines zweiten Konsulats vor einer Schlacht gegen ein vereintes Heer der Etrusker und Samniten gelobt. Geweiht wurde der Tempel wohl wenige Jahre später, nach 293 v. Chr., an einem 3. Juni.

## Lage

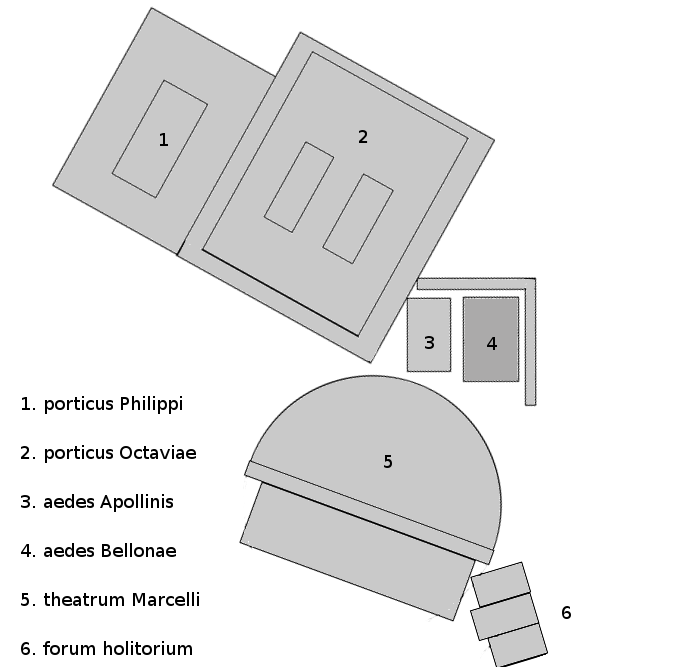
Lage des Tempels der Bellona

Laut Ovid überblickte der Tempel das Ende des nahegelegenen circus und die Fasti Venusini nennen ihn Bellon(ae) in cir(co) Flam(inio). Servius überliefert zudem von der columna bellica, dass sie im Bereich des Circus Flaminius vor dem Tempel der Bellona stand. Der Tempel lag demnach in der Nähe des Circus Flaminius, und zwar Ovid zufolge an einem seiner Enden. Welches dieser Enden gemeint war, konnte Filippo Coarelli durch eine Nachricht bei Plutarch plausibel erklären: Als es aufgrund eines Gesetzes des Lucius Roscius Otho im Theater zu Unruhen kam, führte Cicero die aufgebrachte Menschenmenge aus dem Theater zum Tempel der Bellona. Die Spiele wurden von Roscius Otho selbst in seiner Funktion als Praetor im Jahr 63 v. Chr. veranstaltet. Von Prätoren veranstaltete Spiele waren immer ludi Apollinares, die zu Ehren Apollos abgehalten wurden. Ort der Veranstaltung war folglich das beim Tempel des Apollo Medicus in circo gelegene, archäologisch bislang nicht nachweisbare Apollotheater.

## Identifizierung
In unmittelbarer Nähe des Apollo Sosianus-Tempels war seit der Befreiung des Marcellustheaters von nachantiker Bausubstanz und nachfolgenden Ausgrabungen in den 1930er Jahren das Podium eines Tempels unbestimmter Zuordnung bekannt, der sich neben dem des Apollo erhob. Mit diesem seither immer wieder untersuchten Podium identifizierte Filippo Coarelli den Tempel der Bellona. Zusätzlich gelang es ihm, mit dem Tempel ein Fragment der Forma Urbis Romae zu verbinden. Es fügt sich in die übrigen erhaltenen Fragmente des Bereichs um das Marcellustheater und zeigt den Plan des Tempels mit dem Ansatz des benachbarten Apollotempel, dessen weiteres Darstellungsfragment die Lücke zum Theater schließt.

## Baubeschreibung

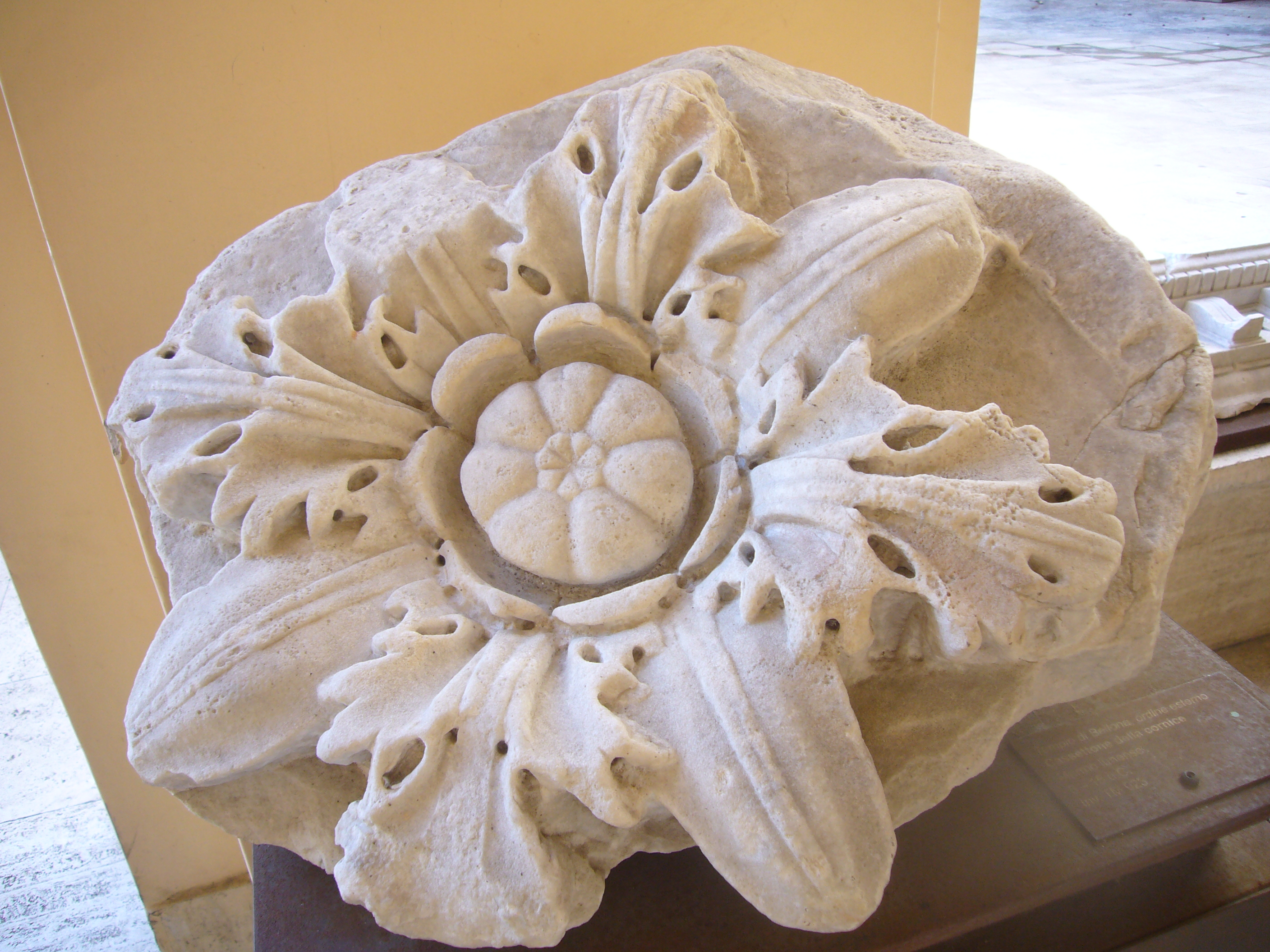
Kassettenfragment des Konsolengeisons vom augusteischen Tempel

Das Podium mit seinem Kern aus Opus caementicium ist in augusteische Zeit zu datieren und stammt von einer sonst nicht überlieferten Restaurierung des Bellonatempels, die zunächst im Zusammenhang mit dem Bau des Marcellustheaters und der frühaugusteischen Wiederherstellung des Apollotempels durch Gaius Sosius gesehen wurde. Eugenio La Rocca brachte diese Bauphase mit Appius Claudius Pulcher, dem Konsul des Jahres 38 v. Chr. und Parteigänger des Augustus, in Verbindung. Er sollte den Bau im Jahr 33 oder 32 v. Chr. nach seinem Triumph über Spanien in Auftrag gegeben haben. Die seither unternommenen Untersuchungen und Nachgrabungen ergaben allerdings, dass der Bau, nach dem Stil seiner Achtikturdekoration zu urteilen, erst in spätaugusteischer Zeit und kaum vor dem Mars-Ultor-Tempel seine augusteische Ausgestaltung erhalten haben kann.
Das seiner Verschalung aus Quadern beraubte Podium lässt die ehemaligen Standspuren der Säulen und Wände erkennen. Die wenigen Reste seiner aufgehenden Architektur zeugen davon, dass er teils aus lunensischem Marmor, teils aus stuckiertem Travertin errichtet war. Der Podiumstempel erhob sich auf einem hohen Unterbau und konnte über eine frontale Freitreppe erreicht werden. Wie der Apollotempel öffnete sich der Tempel nach Süden zum fast anstoßenden Theaterbau.
Seine Säulendisposition entsprach der eines hexastylen Peripteros. Er besaß also sechs Säulen an den Fronten und einen vier Seiten umschließenden Säulenkranz. Die Langseiten waren elf Säulen tief. Seine Dimensionen entsprachen ungefähr 24,25 Meter in der Breite und 46,70 in der Länge, von denen die etwa 14,25 Meter breite Cella rund 21 Meter in der Tiefe einnahm. Der Pronaos war also recht tief angelegt. Die Dimensionen übertrafen insgesamt die des Apollotempels. Als echter Peripteros war der Tempel kein typischer Vertreter römischen Tempelbaus, folgte vielmehr einem Bautyp des griechischen Tempels, wie er mit einigen wenigen Exemplaren auch in Rom vertreten war: Tempel A der area sacra des Largo Argentina, der Dioskurentempel auf dem Forum Romanum und der mittlere Tempel des benachbarten Forum holitorium.
Funde von Teilen der Bauglieder lassen seinen Aufbau wie folgt rekonstruieren: Der Tempel war korinthischer Ordnung. Die kannelierten Säulen standen auf attischen Basen, hatten einen unteren Durchmesser von 1,48 Meter und wurden von in zwei Teilen gearbeiteten korinthischen Kapitellen bekrönt. Die Säulen trugen ein Gebälk aus Drei-Faszien-Architrav und rankengeschmücktem Fries, von dem mehrere Teile erhalten sind. Abgeschlossen wurde das Gebälk von einem Konsolengeison, das mit Rosetten in den vertieften Kassettenfeldern zwischen den Konsolen verziert war.
Beide Tempel wurden von einer L-förmigen Portikus gerahmt, die an der Ost- und Nordseite das Areal beider Tempel gegen die umgebende Bebauung abgrenzte.

## Geschichte
Seit seiner Errichtung war der Tempel mit der Familie der Claudier verbunden, eine anhaltende und eine Tradition begründende Beziehung, die sich etwa darin zeigte, dass im Jahr 79 v. Chr. die Konsuln Appius Claudius Pulcher und Publius Servilius Vatia Isauricus imagines clipeatae ihrer Vorfahren, in diesem Fall Rundbildnisse der Porträts, in den Tempel stifteten. Möglicherweise lag auch das bislang nicht genau lokalisierte Familiengrab der Claudier in der Nähe des Tempels.
Der Senat versammelte sich mehrfach in dem Tempel, zum Beispiel auch im Vorfeld des senatus consultum de Bacchanalibus des Jahres 186 v. Chr., das im Zusammenhang mit dem Bacchanalienskandal erlassen wurde. Vor allem aber bot der außerhalb des Pomeriums gelegene Tempel die Möglichkeit, zurückkehrende siegreiche Feldherren, denen das Betreten der Stadt verboten war, empfangen und mit ihnen über die Gewährung eines Triumphes verhandeln zu können. Auch konnten hier ausländische Delegationen durch den Senat empfangen werden, deren Anwesenheit in der Stadt nicht gewünscht war oder opportun schien. Noch im 3. Jahrhundert wird der Tempel von Cassius Dio und den Schreibern der Historia Augusta erwähnt.
Vor dem Tempel der Bellona stand die columna bellica, jene Kriegssäule, die im zeremoniellen Rahmen der Kriegseröffnung durch die Priesterschaft der Fetialen eine wichtige Rolle spielte. Von hier, außerhalb der heiligen Grenze der Stadt und daher bereits auf Feindesland gelegen, wurde eine Lanze in Richtung des imaginären Gegners geworfen und ein Krieg eröffnet. Während des 2. und des 1. Jahrhunderts v. Chr. fast in Vergessenheit geraten, wurde das Zeremoniell unter Augustus wiederbelebt und Augustus selbst erklärte als Fetiale den Krieg gegen Kleopatra im Jahr 32 v. Chr.
Eugenio La Rocca glaubte, den Standort der Säule in einer kreisrunden Standspur auf dem augusteischen Travertinpaviment vor dem Tempel identifizieren zu können. Eine neuerliche Reinigung und Untersuchung des Bereichs brachte allerdings das Ergebnis, dass die von La Rocca beobachteten Standspuren nur zufällig gerundet sind und eine Lokalisierung an dieser in der Achse vor dem Tempel gelegenen Stelle ausgeschlossen werden kann.